# Kwatrijn

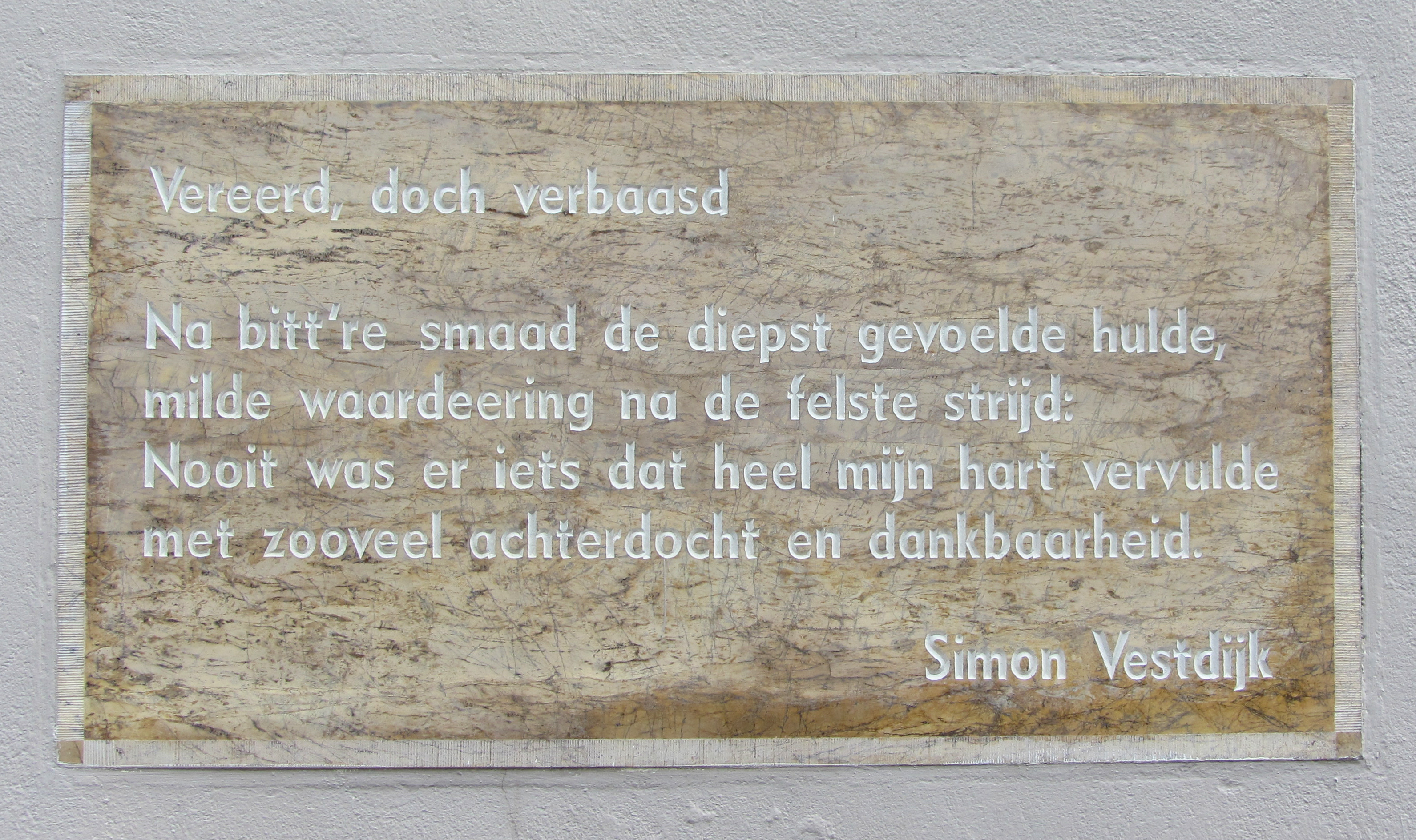
Vereerd doch Verbaasd van Simon Vestdijk

Een kwatrijn is een gedicht of een strofe van een gedicht van vier versregels en twee rijmklanken. Het woord is afgeleid van het Franse quatrain, van quatre, voor vier.
Het rijmschema is meestal a-a-b-b, maar ook a-b-a-b en andere schema's zijn mogelijk. Een kwatrijn heeft gewoonlijk een ernstige, levensbeschouwelijke inhoud. Een schrijver van kwatrijnen was de Perzische dichter Omar Khayyám. Deze kwatrijnen kregen van vertaler Edward FitzGerald de naam Rubaiyat of رباعیات mee, afgeleid van de Arabische stam voor vier. Een bekende Nederlandse dichter van kwatrijnen was Jacob Israël de Haan.
Ook op de kader van het Het Lam Gods staat een kwatrijn geschilderd, waarvan het vierde vers uitgewerkt is als chronogram.

## Voorbeelden
Raadsel
Dat wij, door ’t Leven tot den Dood gedreven,
Toch elken dag het leven weer beginnen.
Dat wij, vermoeid van ziel, machtloos van zinnen,
Niet durven sterven en niet durven leven.
Jacob Israël de Haan
| Vides ut alta stet nive candidum Soracte nec iam sustineant onus silvae laborantes geluque flumina constiterint acuto? Horatius, Odae I 9. | Zie je hoe de berg Soracte hoog oprijst, maagdelijk wit van de sneeuw; hoe de bossen bijna bezwijken onder hun zware vracht, en de waterstromen stil staan door de strenge vorst? Horatius, Oden I 9. |

distichon (2 versregels) · terzine (3 versregels) · kwatrijn (4 versregels) · kwintijn (5 versregels) · stanza (5 of meer versregels) · sextet (6 versregels) · octaaf (8 versregels) · sonnet (specifieke dichtvorm bestaande uit 14 versregels) · vrije poëzie (zonder vaste dichtvorm)